# Parco San Gaetano Errico
Il parco San Gaetano Errico  è un parco urbano pubblico sito a Napoli, nel quartiere settentrionale di Secondigliano in viale delle Galassie.
Il parco è intitolato a San Gaetano Errico, nato nel quartiere nel 1791 e fondatore della congregazione dei Missionari dei Sacri Cuori di Gesù e Maria nel 1833. Canonizzato nel 2008 da Papa Benedetto XVI, San Gaetano Errico è una figura di grande rilevanza storica e spirituale per la comunità locale.

## Storia
Inaugurato nel 2009 dall’allora sindaca di Napoli Rosa Russo Iervolino, il parco sorge su un'area precedentemente nota come Terra di Chiarina. Questa vasta zona verde si estendeva dagli attuali istituti scolastici Sauro-Errico-Pascoli e Tito Lucrezio Caro, oltrepassando l'attuale parco, e prendeva il nome dall'anziana proprietaria del terreno. 
Negli anni '60, una parte di questa area, caratterizzata da un bosco di noci, fu abbattuta per la costruzione di un complesso residenziale. Successivamente, dopo il terremoto del 1980, l'area fu utilizzata per realizzare alloggi temporanei.

## Struttura
Il Parco ha un'estensione di circa 33.000 m², il più esteso della VII municipalità. È situato a 97 metri sul livello del mare.
Nel 2023, l'amministrazione comunale ha avviato un progetto di riqualificazione con un investimento di oltre 250.000 euro. Gli interventi previsti includono il ripristino delle strutture sportive, la creazione di nuove aree ludiche per bambini, spazi per animali domestici e la riapertura del giardino d'inverno.

## Trasporti
Il Parco San Gaetano Errico è raggiungibile tramite:
- Linee C78, 184

- Linea 1 e Linea 11, stazione Secondigliano (in costruzione)